# Срб и Турчин не слаже се нигда, но ће приђе море ослачити
 Срб и Турчин не слаже се нигда, но ће приђе море ослачити, изрека Петра II Петровића Његоша српског пјесника и мислиоца , владара и владике Црне Горе у спјеву Горски вијенац .

## Поријекло изреке
У поеми Горски вијенц Његош каже:
| „ | Срб и Турчин не слаже се нигда, но ће приђе море ослачити. | ” |

## Тумачење
Изрека настала у сложеним историјским околностима у односу црногорских Срба, са једне стране, те Турака и исламизованих („потурчених“) Срба, са друге. Лакше ће се море ослачити (постати слатко), него што ће се Црногорци и Турци сагласити. Колико је Његошева ријеч мисао, показује и чињеница да је пуноважна и у овом времену. У ужем смислу изрека говори о трајном антагонизму у односу православних и исламизованих Срба, а у општем значењу, представља једну од трајних форми која именује непомирљиву нетрпељивост.